# Synopeas blascoi
Synopeas blascoi is een vliesvleugelig insect uit de familie van de Platygastridae. De wetenschappelijke naam van de soort is voor het eerst geldig gepubliceerd in 1999 door Buhl.